# Матеєнь
Матеєнь, Матеєні (рум. Mateieni) — село у повіті Ботошані в Румунії. Входить до складу комуни Дімекень.
Село розташоване на відстані 388 км на північ від Бухареста, 19 км на північ від Ботошань, 113 км на північний захід від Ясс.

## Населення
За даними перепису населення 2002 року у селі проживали 323 особи, усі — румуни. Усі жителі села рідною мовою назвали румунську.